# Emei Shan
Planina Emei (kineski: 峨嵋山, pinyin: Éméi Shān, što znači „Uzvišeno čelo”) je planina u južnom dijelu kineske pokrajine Sečuan. Uzdiže se 2.800 m iznad zapadnog kraja Sečuanske kotline i zapadno od nje je Daxiangling, s kojim zajedno tvori „Veliko permijsko vulkansko područje” bazaltnih stijena (veliko područje lave nastalo velikim erupcijama vulkana). Sa svojih 3.099 metara visine, planina Emei je najviša od četiri budističke svete planine Kine
Upravno, planina Emei pripada istoimenom gradu i općini, te prefekturi čije je središte u gradu Leshanu.
Na slikovitom predjelu vrha planine Emei je u 1. stoljeću izgrađen prvi budistički hram u Kini. Tijekom stoljeća, izgradnjom drugih budističkih hramova cijela je planina postala jedno od najsvetijih mjesta budizma (dàochǎng, tj. "mjesto buđenja"), a kulturna bogatstva planine su se množila. Na planini Emei se nalazi ukupno 76 budističkih samostana, većinom izgrađeni u blizini vrha za vladavine kineskih dinastija Ming i Qing. Strogi planovi budističkih samostana iz ranijih razdoblja su promijenjeni ili potpuno ignorirani kako bi se skladnije uklopili u krajolik. Svi oni predstavljaju fleksibilni stil u arhitekturi jer su se prilagodili zahtjevnom krajoliku. Neke građevine, poput dvorane Baoguosi, su izgrađeni na terasama različitih visina, a neki poput harma Leiyinsi (na slici desno), su izgrađeni na visokim stupovima-štulama. Najekstremniji je kompleks građevina samostana Qingyin koje su poredane na uskom području između dvaju rijeka (Rijeke crnog zmaja i Rijeke bijelog zmaja), vijugavom i dugom 50 km, za koje je potrebno nekoliko dana kako bi se prošlo u cijelosti.
Planina se u 16. i 17. stoljeću spominje i kao mjesto gdje su se prakticirale i učile borilačke vještine, što ga čini najstarijim mjestom takve vrste pored samostana Shaolin na planini Wudang.
Pored toga, planina Emei ima i veoma raznoliku vegetaciju, od suptropske do podalpske šume borova, s drvećem koje je staro i do 1000 godina, te s velikim brojem endema. Od ugroZbog toga je njeno slikovito područje, zajedno s onim Velikog Bude u Leshanu, upisano na UNESCO-ov popis mjesta svjetske baštine u Aziji i Oceaniji 1996. godine, kao jedinstven primjer svjetske baštine u kojoj se "opipljivo" (tj. prirodne ljepote) sjedinjuju s "nevidljivim" (kulturnim blagom).
Žičara vozi do dva hrama na litici Jinding (3.077 m), od koje treba nekoliko sati hoda kako bi se došlo do vrha planine.
- Planina Emei
- Put do hrama Leiyinsi
- Drveni most preko Kristalnog potoka
- Slap na planini Emei
- Hram Qingyin
- Guangfu paviljon
- Dva hrama na Zlatnom vrhu
- Baoguosi hram
- Velika skulptura bodisatve Samantabhadra
- "Bazen za kupanje slonova"

## Vanjske poveznice
- Religion and the environment in China, 中国的宗教与环境 - chinadialogue article  Arhivirana inačica izvorne stranice od 31. svibnja 2016. (Wayback Machine) * Pomračina sunca na planini Emei 2009.  Arhivirana inačica izvorne stranice od 26. srpnja 2009. (Wayback Machine) (engl.)